# Grand basset griffon vendéen
Pour les articles homonymes, voir Basset griffon vendéen, Basset et Griffon vendéen.
Ne doit pas être confondu avec le grand griffon vendéen.
Le grand basset griffon vendéen est une race de chiens originaire de Vendée en France. C'est un chien de petite taille de type basset, au poil dur qui existe en de nombreuses couleurs. Utilisé comme chien de chasse pour la chasse au lapin, le grand basset griffon vendéen est surtout connu comme chien de compagnie.

## Historique
Les quatre variétés de griffon vendéen sont issues d'une variété de vendéen à poil ras descendant des greffiers également nommés chiens blancs du Roy. 
Issu du grand griffon vendéen, le grand basset griffon vendéen est sélectionné à partir du XIXe siècle par le comte Christian d'Elva, qui recherchait des chiens « à jambes droites ». Paul Desamy fixe le type de la race, Abel Desamy se préoccupant plus du petit basset.

## Standard

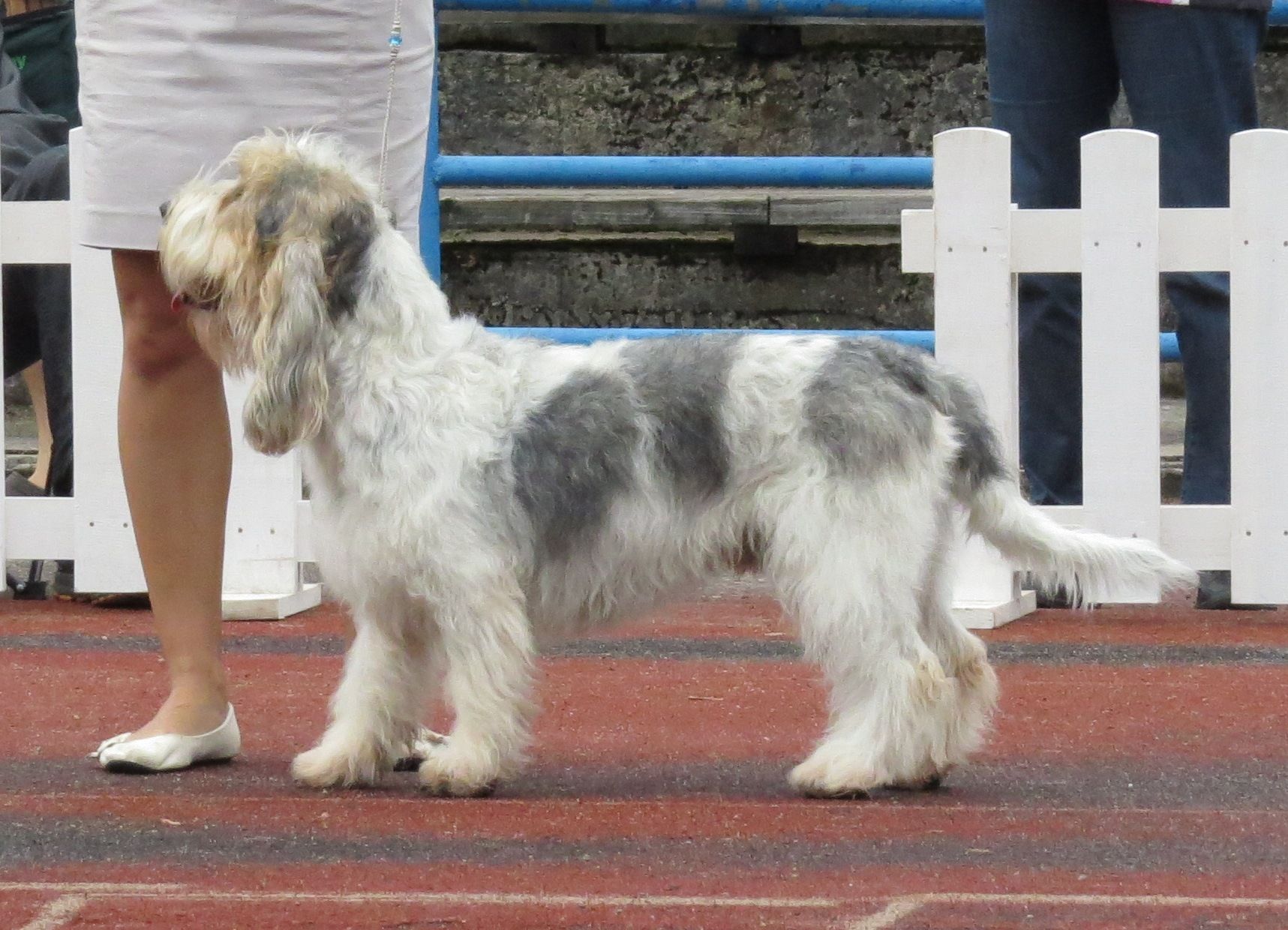
Un grand basset griffon vendéen présenté en exposition canine à Tallin.

Le grand basset griffon vendéen est un chien courant de petite taille, de type basset. Les pattes sont droites. Grosse à la naissance, la queue s'amincit progressivement. Elle est portée en lame de sabre ou légèrement incurvée. Sans lourdeur, le crâne est convexe, allongé et pas trop large. L'os occipital est bien développé avec un stop bien marqué. De forme ovale, les grands yeux de couleur foncée sont surmontés de poils revenant en avant. Souples, étroites et fines, les oreilles sont recouvertes de longs poils. Attachées bas en dessous de la ligne de l’œil, elles se terminent en ovale allongé et sont bien tournées en dedans. Elles atteignent l'extrémité de la truffe.
Le poil est dur, pas trop long et plat, jamais soyeux ou laineux. Les franges ne sont pas trop abondantes. Deux nombreuses couleurs sont admises pour la robe : le noir à panachure blanche, le noir et feu, le noir et sable, le fauve à panachure blanche, le fauve à manteau noir et à panachure blanche, le fauve charbonné, le sable charbonné à panachure blanche, le sable charbonné.

## Caractère
Le grand basset griffon vendéen est décrit par le standard de la Fédération cynologique internationale comme un chien déterminé et sage. La race est considérée comme affectueuse, fidèle et assez obéissante. Le rappel doit lui être appris dès son plus jeune âge. 

## Utilité

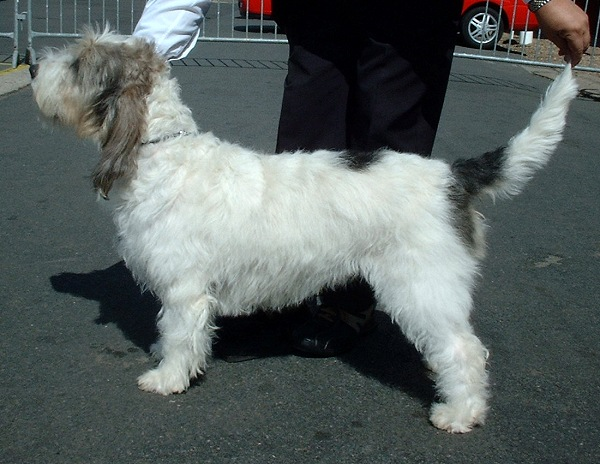
Un grand basset griffon vendéen blanc et noir.

Le grand basset griffon vendéen est un chien de chasse utilisé pour la chasse à tir sur des terrains pas trop vastes. Son gibier de prédilection est le lapin. Il est considéré comme le plus rapide de tous les bassets. 
La race est à présent majoritairement connue comme un chien de compagnie. En ville, le grand basset griffon vendéen doit être sorti quotidiennement pour de longues balades.